# 29e cérémonie des Independent Spirit Awards
La 29e cérémonie des Film Independent's Spirit Awards, organisée par Film Independent, a eu lieu le 1er mars 2014 et a récompensé les meilleurs films indépendants sortis l'année précédente.
Les nominations ont été annoncées le 27 novembre 2013,.

## Palmarès

### Meilleur film
- Twelve Years a Slave
  - All Is Lost
  - Frances Ha
  - Inside Llewyn Davis
  - Nebraska

### Meilleur premier film
- Fruitvale Station
  - Blue Caprice
  - Concussion
  - Una noche
  - Wadjda (وجدة)

### Meilleur réalisateur
- Steve McQueen pour Twelve Years a Slave
  - Shane Carruth pour Upstream Color
  - J. C. Chandor pour All Is Lost
  - Jeff Nichols pour Mud : Sur les rives du Mississippi (Mud)
  - Alexander Payne pour Nebraska

### Meilleur acteur
- Matthew McConaughey pour le rôle de Ron Woodroof dans Dallas Buyers Club
  - Bruce Dern pour le rôle de Woody Grant dans Nebraska
  - Chiwetel Ejiofor pour le rôle de Solomon Northup dans Twelve Years a Slave
  - Oscar Isaac pour le rôle de Llewyn Davis dans Inside Llewyn Davis
  - Michael B. Jordan pour le rôle d'Oscar dans Fruitvale Station
  - Robert Redford pour le rôle de l'homme dans All Is Lost

### Meilleure actrice
- Cate Blanchett pour le rôle de Jasmine dans Blue Jasmine
  - Julie Delpy pour le rôle de Céline dans Before Midnight
  - Gaby Hoffmann pour le rôle de « Crystal Fairy » dans Crystal Fairy
  - Brie Larson pour le rôle de Grace dans States of Grace (Short Term 12)
  - Shailene Woodley pour le rôle d'Aimee Finicky dans The Spectacular Now

### Meilleur acteur dans un second rôle
- Jared Leto pour le rôle de Rayon dans Dallas Buyers Club
  - Michael Fassbender pour le rôle d'Edwin Epps dans Twelve Years a Slave
  - Will Forte pour le rôle de David Grant dans Nebraska
  - James Gandolfini pour le rôle d'Albert dans All About Albert (Enough Said)
  - Keith Stanfield pour le rôle de Marcus dans States of Grace (Short Term 12)

### Meilleure actrice dans un second rôle
- Lupita Nyong'o pour le rôle de Patsey dans Twelve Years a Slave
  - Melonie Diaz pour le rôle de Sophina dans Fruitvale Station
  - Sally Hawkins pour le rôle de Ginger dans Blue Jasmine
  - Yolonda Ross pour le rôle de Fontayne dans Go for Sisters
  - June Squibb pour le rôle de Kate Grant dans Nebraska

### Meilleur scénario
- Twelve Years a Slave – John Ridley
  - Blue Jasmine – Woody Allen
  - Before Midnight – Julie Delpy, Ethan Hawke et Richard Linklater
  - All About Albert (Enough Said) – Nicole Holofcener
  - The Spectacular Now – Scott Neustadter et Michael H. Weber

### Meilleur premier scénario
- Nebraska – Bob Nelson
  - In a World… – Lake Bell
  - Don Jon – Joseph Gordon-Levitt
  - Afternoon Delight – Jill Soloway
  - The Inevitable Defeat of Mister and Pete – Michael Starrbury

### Meilleure photographie
- Twelve Years a Slave – Sean Bobbitt
  - All Is Lost – Frank G. DeMarco
  - Computer Chess – Matthias Grunsky
  - Inside Llewyn Davis – Bruno Delbonnel
  - Spring Breakers – Benoît Debie

### Meilleur film étranger
- La Vie d'Adèle  France
  - A Touch of Sin (天注定, Tian zhu ding)  Chine
  - La Chasse (Jagten)  Danemark
  - Gloria  Chili
  - La grande bellezza  Italie

### Meilleur documentaire
- Twenty Feet From Stardom
  - The Act of Killing (Jagal)
  - After Tiller
  - Gideon's Army
  - The Square (Al Midan)

### Prix Robert-Altman
(décerné au réalisateur, au directeur du casting et à l'ensemble de la distribution)
- Mud : Sur les rives du Mississippi (Mud)

### John CassavetesAward
(décerné au meilleur film réalisé avec moins de 500 000 $)
- This is Martin Bonner
  - Computer Chess
  - Crystal Fairy
  - Museum Hours
  - Pit Stop

### Truer Than Fiction Award
(décerné à un réalisateur émergeant dans le domaine du film documentaire n'ayant pas encore reçu la reconnaissance appropriée)
- Kalyanee Mam pour A River Changes Course
- Jason Osder pour Let the Fire Burn
- Stephanie Spray et Pacho Velez pour Manakamana

### Producers Award
(décerné à un producteur émergeant qui, malgré des ressources très limitées, a fait montre de créativité, de ténacité et de vision à long terme nécessaire pour produire des films indépendants et de qualité)
- Toby Halbrooks et James M. Johnston
- Jacob Jaffke
- Andrea Roa
- Frederick Thornton

### Someone to Watch Award
(décerné à un cinéaste talentueux à la vision singulière, et qui n'a pas encore reçu la reconnaissance appropriée)
- Aaron Douglas Johnston pour My Sister's Quinceañera
- Shaka King pour Newlyweeds
- Madeline Olnek pour The Foxy Merkins

## Statistiques

### Nominations multiples
7 : Twelve Years a Slave
6 : Nebraska
4 : All Is Lost
3 : Blue Jasmine, Fruitvale Station, Inside Llewyn Davis
2 : All About Albert, Before Midnight, Crystal Fairy, Dallas Buyers Club, States of Grace (Short Term 12), The Spectacular Now

### Récompenses multiples
5 : Twelve Years a Slave
2 : Dallas Buyers Club